# Diocèse de Corvey
Le diocèse de Corvey (en latin : dioecesis Corbeiensis) est un ancien diocèse de l'Église catholique en Allemagne. Érigé en 1792, il est supprimé en 1821. Son siège était l'actuelle basilique Saint-Étienne et Saint-Vit de l'abbaye de Corvey.

## Territoire
Le diocèse de Corvey couvrait :
- l'actuelle ville de Höxter et ses quartiers d'Albaxen (de) avec Tonenburg (de), Bödexen, Bosseborn (de), Brenkhausen (de), Bruchhausen (de), Fürstenau (de), Godelheim (de), Lüchtringen (de), Lütmarsen (de), Ottbergen (de), Ovenhausen (de) et Stahle (de) ;
- Amelunxen (de), Blankenau (de), Drenke (de) et Wehrden (de), aujourd'hui quatre quartiers de la ville de Beverungen.

## Histoire
Le diocèse de Corvey est érigé le 5 mai 1792 par la bulle Super specula du pape Pie VI, aux dépens du diocèse de Paderborn.
Par la bulle De salute animarum du 16 juillet 1821, le pape Pie VII supprime le diocèse et incorpore son territoire à celui de Paderborn.

## Évêques
- 1792-1794 : Theodor von Brabeck, OSB[3]
- 1794-1820 : Ferdinand Hermann Maria von Lüninck[4]